# Movimiento Ciudadano pro Alemania
El Movimiento Ciudadano pro Alemania  (en alemán: Bürgerbewegung pro Deutschland) fue un partido político ultraderechista en Alemania. Fue fundado en Colonia el 20 de enero de 2005. Manfred Rouhs, exmilitante del Partido Nacionaldemócrata de Alemania, fue elegido su primer presidente.
El partido estaba vinculado a los Movimientos Ciudadanos  Pro Colonia y Pro NRW que sólo estaban activos en la ciudad de Colonia y en el estado de Renania del Norte-Westfalia, respectivamente.
En su noveno congreso ordinario celebrado en Wuppertal, el partido optó por disolverse el 11 de noviembre de 2017.

## Programa
El partido abogaba por la ley y el orden; la reducción de la edad de responsabilidad penal de 14 a 12 años de edad; la deportación de los inmigrantes ilegales, y la segregación de los estudiantes con un dominio insuficiente del idioma alemán.
Era crítico de las corporaciones multinacionales, en particular de los bancos y otras instituciones financieras.

## Estructura
La sede de pro Alemania se encontraba en Berlín. La primera rama estatal del partido se formó en Berlín (Movimiento Ciudadano Pro Berlín). Los movimientos Pro NRW y Pro Colonia sólo estaban activos en Renania del Norte-Westfalia y Colonia, respectivamente. El "Movimiento Pro", organizado como una asociación, servía como organización paraguas para coordinar las actividades de todos estos partidos, formalmente independientes unos de otros.
El partido fue respaldado por el Partido de la Libertad de Austria.

## Elecciones
La rama regional del partido en Berlín participó las elecciones estatales del 18 de septiembre de 2011. Su campaña electoral atrajo una considerable atención de los medios de comunicación. El 25 de julio, tres días después de los atentados en Noruega de 2011, los partidarios de Pro Alemania se reunieron en una "vigilia silenciosa" en frente de la embajada de Noruega. El alcalde Klaus Wowereit protestó fuertemente contra la perturbación percibida en la conmemoración. Más tarde el crítico del Islam Thilo Sarrazin presentó con éxito una demanda en contra de Pro Alemania por haber utilizado su nombre en su lema electoral "Wählen gehen für Thilos Thesen!" (Ir a las urnas por las tesis de Thilo!"). El 11 de agosto, dos activistas de Pro Alemania fueron arrestados. Según los informes de los medios policiales, habían agredido a un transeúnte inmigrante con el mango de un martillo y asaltado a un oficial de policía con gas pimienta.  Pro Alemania ganó el 1.2% de los votos en estas elecciones. Por lo tanto, no pudo superar el umbral del 5% y no ganó ningún escaño en la Abgeordnetenhaus.
En las elecciones federales de 2013, el partido obtuvo un 0.2%.
En las elecciones estatales de Sajonia de 2014, el partido también obtuvo un 0.2%.

## Clasificación política
Según el sociólogo Alexander Häusler cuyo foco de investigación es el neonazismo, pro Alemania podía considerarse un movimiento de extrema derecha y populista, viendo dentro de las ideologías del partido al nacionalismo y al racismo, así como estándares antisemitas y autoritarios.